# Wang Gungwu
Wang Gungwu(王赓武;王賡武; Surabaya, Indias Orientales Neerlandesas (actual Indonesia), 9 de octubre de 1930) es un historiador, sinólogo y escritor australiano. Es un historiador de China y el Sudeste Asiático. Ha estudiado y escrito sobre la diáspora china, pero se ha opuesto al uso de la palabra diáspora para describir la migración de chinos desde China porque implica erróneamente que todos los chinos de ultramar son iguales y se ha utilizado para perpetuar el temor a una "amenaza china" bajo el control del gobierno chino. Experto en el concepto chino de tianxia ("todos bajo el cielo"), fue el primero en sugerir su aplicación al mundo contemporáneo.

## Antecedentes
Wang nació en Surabaya, Indonesia, de padres de etnia china de Taizhou, Jiangsu y creció en Ipoh, Malasia. Completó su educación secundaria en Anderson School, una escuela media inglesa en Ipoh. Wang estudió historia en la Universidad de Malaya, donde recibió su licenciatura y el master. Fue miembro fundador del Club Socialista Universitario y su presidente fundador en 1953.
Es doctro por la Escuela de Estudios Orientales y Africanos de la Universidad de Londres (1957) por su tesis La estructura del poder en el norte de China durante las Cinco Dinastías. Enseñó en la Universidad de Malaya (tanto en Singapur como en Kuala Lumpur). Fue uno de los fundadores del partido político malasio Gerakan, pero personalmente no participó directamente en las actividades del partido.
En 1965, presidió un Comité para revisar el plan de estudios de la Universidad de Nanyang. El Comité presentó su informe en mayo de 1965. Mientras tanto, en agosto de 1965, Singapur se separó de la Federación de Malasia como república independiente. En septiembre de 1965, el comité se dio a conocer y la universidad aceptó las recomendaciones, lo que desencadenó protestas estudiantiles, peticiones y boicots a las clases y los exámenes.
En 1968 fue a Canberra para convertirse en profesor de Historia del Lejano Oriente en la Escuela de Investigación de Estudios Asiáticos y del Pacífico (RSPAS) en la Universidad Nacional de Australia. Fue Director del RSPAS entre 1975 y 1980. Fue Vicerrector de la Universidad de Hong Kong de 1986 a 1995. En 2007, Wang se convirtió en la tercera persona nombrada Catedrático de Universidad por la Universidad Nacional de Singapur.
En 1994, Wang recibió el Premio Académico del Premio de Cultura Asiática de Fukuoka, concedido por la ciudad japonesa de Fukuoka. El 12 de junio de 2009, fue una de las diez personalidades que recibieron un título honorífico para celebrar el 800 aniversario de la Universidad de Cambridge; se le concedió el Doctorado en Letras (honoris causa). En 2020, Wang recibió el premio Tang de Sinología. También se le concedió la Orden de Servicios Distinguidos (Singapur) en agosto de 2020.
Se ha naturalizado australiano tras 18 años de docencia allí, pero no se considera australiano porque "tanto su comprensión de Australia como la de los australianos sobre él habían sido superficiales".

## Premios y logros recientes
El premio Tang 2020 de Sinología fue concedido al profesor Wang Gungwu por la Fundación del premio Tang. Según la Universidad Nacional de Singapur, el profesor Wang, que es "uno de los mayores expertos mundiales en la diáspora china", recibió el prestigioso galardón "en reconocimiento a sus ideas pioneras y diseccionadoras sobre la historia del orden mundial chino, los chinos de ultramar y la experiencia migratoria china". El Straits Times informó de que la Fundación del premio Tang alabó su "enfoque único para entender China mediante el escrutinio de su larga y compleja relación con sus vecinos del sur". La organización, con sede en Taiwán, mencionó que su trabajo ha "enriquecido significativamente la explicación del cambiante lugar del pueblo chino en el mundo, tradicionalmente desarrollada desde una perspectiva internalista o de relación con Occidente". El profesor Chen Kuo-tung, de la Academia Sinica, el principal centro de estudios de Taiwán, destacó la importancia de los trabajos del profesor Wang Gungwu, merecedores del premio, y afirmó que "la investigación del profesor Wang llenó un vacío en la Sinología, que es el estudio de la China de ultramar".
En abril de 2021, Wang Gungwu recibió la Orden de Servicios Distinguidos en Singapur. El profesor Wang, que también fue Presidente fundador de la Escuela Lee Kuan Yew de Políticas Públicas de la NUS y antiguo Presidente del Instituto ISEAS-Yusof Ishak y del Instituto de Asia Oriental (EAI), fue reconocido por su importante capacidad para "desarrollar instituciones de investigación de categoría mundial en Singapur". El premio también reconoció su publicación de "obras pioneras sobre la historia de China, el Sudeste Asiático y Asia Oriental, así como la diáspora china en el Sudeste Asiático y Singapur, que aportan una valiosa información a los responsables políticos".
En julio de 2022, Wang fue investido doctor honoris causa por la NUS. Como antiguo alumno de la NUS, Wang fue elogiado por "su dedicación a la sinología, su notable intelecto, su visión pionera y sus contribuciones públicas". El doctorado honoris causa celebra las contribuciones de larga data y el valor que las ideas académicas de Wang aportan a Singapur, al Sudeste Asiático y al mundo.
A los 91 años, Wang se convirtió en una de las personas de más edad en ganar el Premio de Literatura de Singapur, siendo el otro el pionero literario Suratman Markasan. Su libro de memorias Home Is Where We Are (El hogar es donde estamos) encabezó la categoría de no ficción creativa en inglés en 2022.

## Cargos desempeñados
Wang es profesor universitario en la Universidad Nacional de Singapur y también presidente de la junta directiva de la Escuela de Políticas Públicas Lee Kuan Yew . Fue Director (1997-2006) y Presidente (2006-19) del East Asian Institute en Singapur. Wang fue Distinguished Professorial Fellow en el ISEAS - Instituto Yusof Ishak, donde fue presidente del consejo de administración desde el 1 de noviembre de 2002 hasta el 31 de octubre de 2019. También es profesor emérito de la Universidad Nacional de Australia y miembro de la Academia Australiana de Humanidades, elegido en 1970 y presidente de 1980 a 1983.
Wang también fue presidente del Consejo Asesor Internacional en la Universiti Tunku Abdul Rahman .

## Publicaciones seleccionadas

### Libros

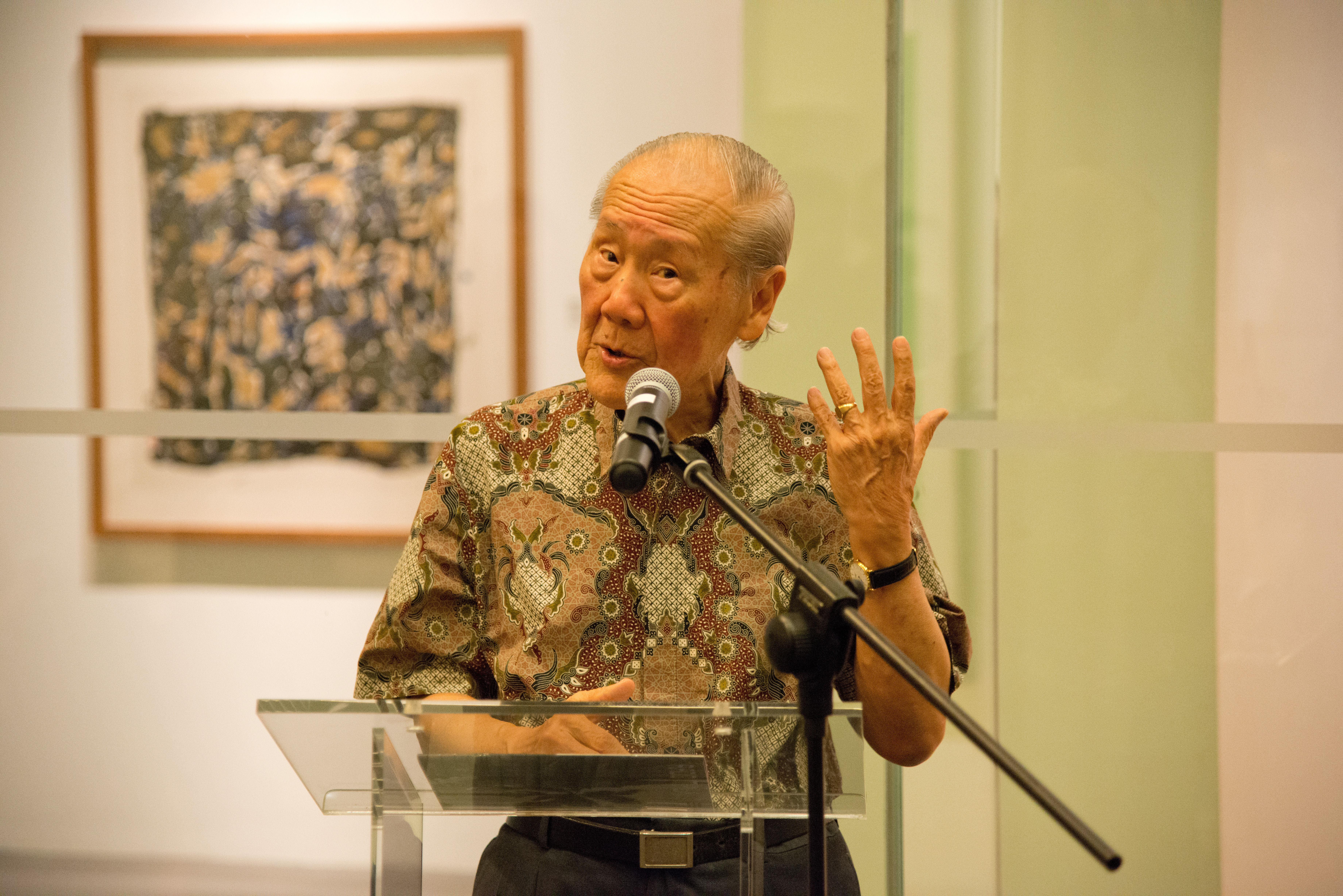
Wang Gungwu dando una charla en un evento (Radio Malaya: Conversaciones abreviadas sobre arte) en 2017.

- Wang, Gungwu; Wang, Margaret (2020). Home is Where We Are. Ridge Books.
- Wang, Gungwu (2019). China Reconnects: Joining a Deep-rooted Past to a New World Order. World Scientific Publishing
- Wang, Gungwu (2018). Home is Not Here. National University of Singapore Press
- Wang, Gungwu (2014). Another China Cycle: Committing to Reform. World Scientific. ISBN 978-981-4508-91-9. doi:10.1142/8824.
- Wang, Gungwu; Zheng, Yongnian, eds. (2012). China: Development and Governance. World Scientific. ISBN 978-981-4425-83-4. doi:10.1142/8606.
- Wang, Gungwu (2007). 离乡别土：境外看中华 (China and Its Cultures: From the Periphery). The Fu Ssu-nien Memorial Lectures 2005. Taipei: Institute of History and Philology, Academia Sinica.
- Wang, Gungwu (2007). 中华文明と中国のゆくえ (Chinese Civilization and China's Position). The Ishizaka Lectures 2005. Tokyo: Iwanami Shoten.
- Wang, Gungwu; Wong, John, eds. (2007). Interpreting China's Development. World Scientific.
- Wang, Gungwu (2007). Divided China: Preparing for Reunification, 883–947. World Scientific.
- Wang, Gungwu, ed. (2005). Nation-building: Five Southeast Asian Histories. Singapore: Institute of Southeast Asian Studies.
- Wang, Gungwu (2005). The Rising China and Its Immigrant. World Scientific.
- Wang, Gungwu (2005). 移民及兴起的中国 (Essays on Migrants and China's Rise. World Scientific.
- Benton, Gregor; Liu, Hong, eds. (2004). Diasporic Chinese Ventures: The Life and Work of Wang Gungwu. London: Routledge.
- Wang, Gungwu; Ng, Chin-keong, eds. (2004). Maritime China in Transition, 1750–1850. Wiesbaden: Harrassowitz Verlag.
- Wang, Gungwu (2003). Anglo-Chinese Encounters since 1800: War, Trade, Science and Governance. Cambridge: Cambridge University Press.
- Wang, Gungwu; Abrams, Irwin, eds. (2003). The Iraq War and Its Consequences: Thoughts of Nobel Peace Laureates and Eminent Scholars. World Scientific.
- Wang, Gungwu; de Crespigny, Rafe, eds. (2003). Sino-Asiatica: Papers dedicated to Professor Liu Ts'un-yan on the occasion of his eighty-fifth birthday. Canberra: Faculty of Asian Studies, Australian National University.
- Wang, Gungwu; Zheng, Yongnian, eds. (2003). Damage Control: The Chinese Communist Party in the Jiang Zemin Era. Singapore: Eastern Universities Press.
- Wang, Gungwu (2003). Ideas Won't Keep: The Struggle for China's Future. Singapore: Eastern Universities Press.
- Wang, Gungwu (2003). Bind Us in Time: Nation and Civilisation in Asia. Singapore: Eastern Universities Press.
- Wang, Gungwu (2003). To Act is to Know: Chinese Dilemmas. Singapore: Eastern Universities Press.
- Wang, Gungwu (2003). Don't Leave Home: Migration and the Chinese. Singapore: Eastern Universities Press.
- Wang, Gungwu (2003). Only Connect! Sino-Malay Encounters. Singapore: Eastern Universities Press.
- Wang, Gungwu (2002). The Chinese Overseas: From Earthbound China to the Quest for Autonomy. The 1997 Edwin O. Reischauer Lectures. Harvard University Press. ISBN 9780674009868.
- Wang, Gungwu; Zheng, Yongnian, eds. (2001). Reform, Legitimacy and Dilemmas: China's Politics and Society. World Scientific.
- Wang, Gungwu (2000). Joining the Modern World: Inside and Outside China. World Scientific.
- Wang, Gungwu; Wong, John, eds. (1999). China: Two Decades of Reform and Change. World Scientific.
- Wang, Gungwu (1999). China and Southeast Asia: Myths, Threats, and Culture. World Scientific.
- Wang, Gungwu; Wong, John, eds. (1998). China's Political Economy. World Scientific.

### Capítulos de libros, artículos de revistas y ponencias
- Wang, Gungwu (2009). «Family and Friends: China in Changing Asia».  En Reid, Anthony; Zheng, Yangwen, eds. Negotiating Asymmetry: China's Place in Asia. Singapore: National University of Singapore Press. pp. 214-231.
- Wang, Gungwu (2009). «越洋寻求空间：中国的移民». International Journal of Diasporic Chinese Studies 1 (1): 1-49.
- Wang, Gungwu (June 2009). «Southeast Asia: Imperial themes». New Zealand Journal of Asian Studies: 36-48.
- Wang, Gungwu (2008). «The China Seas: Becoming an Enlarged Mediterranean».  En Schottenhammer, Angela, ed. The East Asian 'Mediterranean': Maritime Crossroads of Culture, Commerce and Human Migration. Wiesbaden: Harrassowitz Verlag. pp. 7-22.
- Wang, Gungwu (2008). «Flag, Flame and Embers: Diaspora Cultures».  En Louie, Kam, ed. The Cambridge Companion to Modern Chinese Cultures. Cambridge: Cambridge University Press. pp. 115-134.
- Wang, Gungwu (2008). «China and the International Order: Some Historical Perspectives».  En Wang, Gungwu; Zheng, Yongnian, eds. China and the New International Order. London: Routledge. pp. 21-31.
- Wang, Gungwu (2008). «India and Indians in East Asia: an Overview».  En Kesavapany K.; Mani, A., eds. Rising India and Indian Communities in East Asia. Singapore: Institute of Southeast Asian Studies. pp. 3-11.
- Wang, Gungwu (2008). «The Rise of China: History as Policy».  En Huisken, Ron; Thatcher, Meredith, eds. History as Policy: Framing the Debate on the Future of Australia. Canberra Papers of Strategy and Defence. Australian National University E Press.
- Wang, Gungwu (2008). «南侨求学记：不同的时代，走不同的路».  En Lee, Guan Kin, ed. Crossing Borders and Cultural Adjustments. Singapore: Nanyang Technological University Centre for Chinese Language and Culture / World Scientific. pp. 13-28.
- Wang, Gungwu (2008). «内与外的解析－论海外华人作家». Overseas Chinese Studies 1: 1-10.
- Wang, Gungwu (2007). «The First Decade: Historical Perspectives».  En Yeung, Yue-man, ed. The First Decade: The Hong Kong SAR in Retrospective and Introspective Perspectives. Hong Kong: The Chinese University Press. pp. 3-21.
- Wang, Gungwu (2007). «Trading Order and Polity Structures in Asia».  En Soesastro, Hadi; Joewono, Clara, eds. The Inclusive Regionalist: A Festschrift dedicated to Jusuf Wanandi. Jakarta: Centre for Strategic and International Studies (CSIS). pp. 83-90.
- Wang, Gungwu (December 2007). «The Great Powers in Asia: A View from Singapore». Strategy: Global Forces 2007 Proceedings (Canberra: Australian Strategic Policy Institute) 2: 1-8.
- Wang, Gungwu (2007). «Liuxue 留学 and Yimin 移民: From Study to Migranthood».  En Thuno, Mette, ed. Beyond Chinatown: New Chinese Migration and the Global Expansion of China. Copenhagen: Nordic Institute of Asian Studies Press.
- Wang, Gungwu (2007). «Mixing Memory and Desire: Tracking the Migrant Cycles».  En Tan, Chee-Beng; Storey, Colin, eds. Chinese Overseas: Migration, Research and Documentation. Hong Kong: Chinese University Press. pp. 3-22.
- Baumler, Alan (2007). «Rethinking Chinese History in a Global Age: An Interview with Wang Gungwu». The Chinese Historical Review 14 (1): 97-113. doi:10.1179/tcr.2007.14.1.97.
- Sinha, Vineeta (March 2007). «In Conversation with Wang Gungwu». ISA E-Bulletin (6): 54-80.
- Wang, Gungwu (June 2007). «走向新的现代性：香港回归的历史视角 (Towards New Modernity: The Return of Hong Kong from a Historical Perspective)». 二十一世纪 (Twenty-First Century) (101): 4-12.
- Wang, Gungwu (2006). «Inception, Origins, Contemplations: a Personal Perspective». Imagination, Openness & Courage: The National University of Singapore at 100. Singapore: National University of Singapore. pp. 1-31.
- Wang, Gungwu (2006). «历史与知识：中西分类的差异 (History and Knowledge: Different Library Classifications in China and the West».  En Pan, Mingxin, ed. 南山论学集：钱存训先生九五生日纪念. Beijing: National Library. pp. 24-30.
- Wang, Gungwu (2005). «China and Southeast Asia».  En Shambaugh, David, ed. Power Shift: China and Asia's New Dynamics. Berkeley: University of California Press.
- Wang, Gungwu (May 2005). «Within and Without: Chinese Writers Overseas». Journal of Chinese Overseas 1 (1): 1-15. doi:10.1163/179325405788639292.
- Wang, Gungwu (2005). «Two Perspectives of Southeast Asian Studies: Singapore and China».  En Nordholt, Henk Schulte; Rabin, Remco, eds. Discovering Southeast Asia: Genealogies, Concepts, Comparisons, and Prospects. Singapore / Athens, OH: Singapore University Press / Ohio University Press. pp. 60-81.
- Wang, Gungwu (2005). «Maritime China in Transition».  En Ng, Chin Keong; Wang, Gungwu, eds. Maritime China and Overseas Chinese Communities in Transition, 1750–1850. Wiesbaden: Harrassowitz Verlag. pp. 3-16.
- Wang, Gungwu (December 2004), The Age of New Paradigms, Keynote Lecture, 18th Conference of International Association of Historians of Asia (26), Asia-Pacific Forum, pp. 1-15.
- Wang, Gungwu (2004). «China's Long Road to Sovereignty».  En Doeker-Mach, G.; Ziegert, K.A., eds. Law, Legal Culture and Politics in the Twentieth First Century. Stuttgart: Franz Steiner Verlag. pp. 453-464.
- Wang, Gungwu (2004). «The Cultural Implications of the Rise of China for the Region».  En Ryosei, Kokubun; Wang, Jisi, eds. The Rise of China and a Changing East Asian Order. Tokyo / New York: Japan Center for International Exchange. pp. 77–87.
- Wang, Gungwu (2004). «Confucianism».  En Richter, Frank-Jürgen; Mar, Pamela, eds. Asia's New Crisis. Singapore: John Wiley & Sons.
- Wang, Gungwu (July–September 2003). «Secular China (Giri Deshingkar Memorial Lecture)». China Report 39 (3): 305-321.
- Wang, Gungwu (2003). «Social Bonding and Freedom: Problems of Choice in Immigrant Societies».  En Charney, Michael; Yeoh, Brenda, eds. Asian Migrants and Education in Immigrant Societies. Boston: Kluwer Academic. pp. 1-13.
- Wang, Gungwu (2003). «The Limits of Decolonization».  En Frey, Marc; Preussen, Ronald W., eds. The Transformation of Southeast Asia: International Perspectives on Decolonization. Armonk, N.Y.: M.E. Sharpe. pp. 268–273.
- Wang, Gungwu (2003). «Chinese Political Culture and Scholarship about the Malay World».  En Ding, Choo Ming, ed. Chinese Studies of the Malay World: A Revaluation of a Scholarly Tradition. Singapore: Eastern Universities Press. pp. 12-30.Wang Gungwu
- Wang, Gungwu (2003). «Reflections on Networks and Structures in Asia».  En Curley, Melissa G.; Liu, Hong, eds. China and Southeast Asia: Changing Social-cultural Interactions. Hong Kong: Hong Kong University Centre of Asian Studies. pp. 13-26.

## Medios adicionales
Wang analizó la desaparición de la dinastía Qing en China's Century of Humiliation. 

## Otras lecturas
- So, Billy K.L.; Fitzgerald, John; Huang, Jianli; Chin, James K. (2003). Power and Identity in the Chinese World Order: Festschrift in Honour of Professor Wang Gungwu (illustrated edición). Hong Kong University Press. ISBN 9622095909. Consultado el 24 de abril de 2014.